# Synagoge (Hüttersdorf)
Die Synagoge Hüttersdorf  wurde 1855 in Hüttersdorf (Landkreis Saarlouis) in der Lindenstraße (heute Pater-Werny-Straße 1) erbaut. Sie wurde 1935 aufgegeben und in den Jahren danach mehrfach beschädigt. Im Jahr 1957 wurden das stark beschädigte Gebäude verkauft und abgerissen.

## Geschichte der Synagoge
Bereits im Jahr 1724 wird in Hüttersdorf eine Synagoge (vermutlich ein Betsaal in einem Wohnhaus) erwähnt. 1855 wurde mit öffentlichen Zuschüssen eine neue Synagoge in der damaligen Lindenstraße (heute Pater-Werny-Straße 1) errichtet. 1892 erfolgte eine Renovierung. Bei der Synagoge handelte es sich um ein einfach gehaltenes Gebäude. Zur Straßenseite hin hatte die Synagoge drei und auf der gegenüberliegenden Seite zwei Fenster. Nach dem Volksentscheid 1935 und dem damit verbundenen Anschluss des Saargebietes an das Deutsche Reich emigrierten fast alle Mitglieder der jüdischen Gemeinde und die Synagoge wurde 1935 aufgegeben. 1940 und in den darauffolgenden Jahren wurde die Synagoge mehrfach Opfer von Vandalismus. Im Jahr 1957 wurde die Ruine verkauft und abgerissen.

## Jüdische Gemeinde Hüttersdorf
Zur jüdischen Gemeinde Hüttersdorf gehörten auch die Einwohner jüdischen Glaubens aus Bettingen, Buprich und Lebach. Erste Mitglieder der jüdischen Gemeinschaft siedelten bereits 1724 im Gebiet der Herrschaft Hüttersdorf. Die Gemeinde verfügte während ihres Bestehens über keinen eigenen Friedhof. Die Toten wurden auf dem jüdischen Friedhof Dillingen beigesetzt. Neben der Synagoge stand den Gläubigen auch eine Mikwe und eine Religionsschule zur Verfügung.  Zumindest zeitweise war ein Lehrer eingestellt, der auch die Funktion des Vorbeters und Schochet innehatte. Nach dem Anschluss des Saargebietes an das Deutsche Reich 1935 emigrierten die meisten Mitglieder der Gemeinde und die Synagoge wurde aufgegeben. Die letzten verbliebenen Mitglieder der jüdischen Gemeinde wurden 1940 in das Internierungslager Gurs deportiert. Zur Erinnerung an die jüdische Gemeinde Hüttersdorf wurde am 9. November 2008 eine Gedenktafel am Kulturhaus in Hüttersdorf angebracht.
Die Inschrift lautet:
Im Gedenken an die jüdische Synagogengemeinde Hüttersdorf 1855-1935. In dieser Straße stand ihre Synagoge.
Im Gedenkbuch – Opfer der Verfolgung der Juden unter der nationalsozialistischen Gewaltherrschaft 1933–1945 und in der Zentralen Datenbank der Namen der Holocaustopfer von Yad Vashem werden 21 Mitglieder der jüdischen Gemeinde Hüttersdorf (einschließlich Bettingen, Buprich und Lebach), die dort geboren wurden oder zeitweise lebten, aufgeführt, die während der Zeit des Nationalsozialismus ermordet wurden.

### Entwicklung der jüdischen Einwohnerzahl
| 1735    |    | 3 | gesamte Herrschaft Hüttersdorf                    |
| 1808    | 22 |   | Buprich 10, Hüttersdorf 12                        |
| 1847    | 35 |   | Buprich 8, Bettingen 13, Hüttersdorf 14           |
| 1895    | 57 |   | Buprich + Hüttersdorf 22, Bettingen 35            |
| um 1924 | 65 |   | Buprich + Hüttersdorf 28, Lebach 12, Bettingen 25 |
| 1932    | 24 |   | Bettingen                                         |
| 1935    | 35 |   | Buprich + Hüttersdorf + Lebach + Bettingen        |
| 1.      |    |   |                                                   |

Quelle:  alemannia-judaica.de